# منتخب روسيا لكرة الأرض للسيدات
منتخب روسيا الوطني لكرة الأرض للسيدات هو ممثل روسيا الرسمي في المنافسات الدولية في كرة الأرض للسيدات.